# Distrikt Alto Saposoa
Der Distrikt Alto Saposoa liegt in der Provinz Huallaga in der Region San Martín in Nordzentral-Peru. Der am 13. September 1963 gegründete Distrikt hat eine Fläche von 1378 km². Beim Zensus 2017 wurden 4685 Einwohner gezählt. Im Jahr 1993 lag die Einwohnerzahl bei 1792, im Jahr 2007 bei 2643. Die Distriktverwaltung befindet sich in der 420 m hoch gelegenen Ortschaft Pasarraya mit 1456 Einwohnern (Stand 2017). Pasarraya liegt 20 km nördlich der Provinzhauptstadt Saposoa.

## Geographische Lage
Der Distrikt Alto Saposoa erstreckt sich über den Norden der Provinz Huallaga. Die Längsausdehnung in NNW-SSO-Richtung beträgt etwa 82 km, die maximale Breite etwa 25 km. Der Distrikt erstreckt sich über das obere Einzugsgebiet des Río Saposoa. Dieser durchfließt den Distrikt in südsüdöstlicher Richtung. Flankiert wird der Distrikt im Osten und im Westen von Gebirgszügen, die Teil der peruanischen Ostkordillere sind.
Der Distrikt Alto Saposoa grenzt im Süden und im Südwesten an den Distrikt Saposoa, im Westen an die Distrikte Pachiza und Huicungo (beide in der Provinz Mariscal Cáceres), im äußersten Nordwesten an die Distrikte Omia und Vista Alegre (beide in der Provinz Rodríguez de Mendoza), im Norden an den Distrikt Soritor (Provinz Moyobamba), im Osten an die Distrikte San Martín, San José de Sisa, Agua Blanca und Santa Rosa (alle vier in der Provinz El Dorado) sowie im äußersten Südosten an den Distrikt San Pablo (Provinz Bellavista).